# Lenguas kavango-bantú suroccidental
Las lenguas bantúes sudoccidentales (también llamadas kavango-bantú sudoccidental) forman un grupo filogenético de lenguas bantúes establecido por Anita Pfouts (2003). El grupo bantú sudoccidental (propiamente dicho) fue propuesto ya en la clasificación de Guthrie de las lenguas bantúes (dentro de la zona R). Las lenguas o continuos geolectales, junto con la denominación de Guthrie de los mismos, son:
- Kavango (K30)
  - Kwangali
  - Gciriku (Manyo)
  - ? Mashi, Simaa, Mbowe, Shanjo, Kwangwa
- Bantú suroccidental
  - Ovambo (R20): Kwanyama, Ndonga, Kwambi, Ngandyera, Mbalanhu
  - Khumbi (Ngumbi, R10)
  - ? Ndombe
  - Nyaneka (R10)
  - Ngambwe (diferenciado del Nyaneka)
  - Hakaona (diferenciado del Herero)
  - Herero (R30): Herero (Kuvale), Zemba, Twa

Aunque no se clasificó explícitamente, el ndombe (R10) es presumiblemente del grupo bantú sudoccidental y el mashi, el simaa (K30) son del grupo kavango. Maho (2009) añade el mbowe, el shanjo y el kwangwa, además de reclasificar muchas variedades de estos como lenguas independientes. Sin embargo, el mbukushu, el luyana y el yeyi, a veces incluidas entre estas lenguas, parecen ser ramas mucho más divergentes del bantú, por lo que usualmente se clasifican fuera del grupo kavang-bantú suroccidental.

## Comparación léxica
Los numerales en diferentes lenguas bantúes suroccidentales son:
| GLOSA | Herero     | Zemba        | Kwanyama | Nkhumbi    | Nyaneka    | PROTO- BANTU SW   |
| ----- | ---------- | ------------ | -------- | ---------- | ---------- | ----------------- |
| '1'   | -mwe       | ˈmoθi        | imwé     | mosí       | mosí       | *-mwe/ *mosi      |
| '2'   | -vári      | ˈvɑli        | mbalí    | valí       | valí       | *vari             |
| '3'   | -tátú      | ˈtɑtu        | n̥atú     | tatú       | tatú       | *tatu             |
| '4'   | -íné       | ˈkwɑnɑ       | n̥e.é     | kwaná      | kwaná      | *(kwa-)na         |
| '5'   | -táno      | ˈtɑno        | n̥anó     | tanó       | tanó       | *tano             |
| '6'   | hámboúmwe  | eˈpɑⁿdu      | hamánó   | epándú     | epándú     | *5+1              |
| '7'   | hámbombári | eˌpɑⁿduˈvɑli | heyáli   | epándúvalí | epándúvalí | *5+2              |
| '8'   | hámbondátú | eˌpɑⁿduˈtɑtu | hetátu   | ecínané    | ecínaná    | *5+3 *-nane       |
| '9'   | muvyú      | oˈmoːvi      | oŋŋgoyi  | ecéndiyé   | ecive      | *5+4              |
| '10'  | omurongo   | omuˈlɔᵑgɔ    | omloŋgo  | ékumí      | ékwií      | *omuroᵑgo *e-kumi |
Para las lenguas kavango se tienen los siguientes numerales:
| GLOSA | Kavango  | Kavango | Kavango        | Kavango            | Mbukushu |
| GLOSA | Kwangali | Mbowe   | Simaa (Mwenyi) | PROTO- KAVANGO     | Mbukushu |
| ----- | -------- | ------- | -------------- | ------------------ | -------- |
| '1'   | -mwe     | kamweya | -mweya         | *-mwe              | θɔ̀fɔ́cī   |
| '2'   | -vali    | tuili   | -ili           | *-vali             | ʝìwáɖī   |
| '3'   | -tatu    | tuñatu  | -atu           | *-tatu             | ʝìhátū   |
| '4'   | -ne      | tune    | -ne            | *-ne               | ʝìnɛ́     |
| '5'   | -tano    | mutanu  | mutanu         | *-tanu             | kwɔ́kɔ̄    |
| '6'   | 5+1      | 5+1     | 5+1            | *5+1               | 5+1      |
| '7'   | 5+2      | 5+2     | 5+2            | *5+2               | 5+2      |
| '8'   | 5+3      | 5+3     | 5+3            | *5+3               | 5+3      |
| '9'   | 5+4      | 5+4     | 5+4            | *5+4               | 5+4      |
| '10'  | mrongo   | liʃumi  | likumi         | *li-kumi / *mrongo | ɖìkúmī   |